# Gliese 229
Gliese 229 (GJ 229 / HD 42851 / HIP 29295 / LHS 1827) és un estel de magnitud aparent +8,14 situat a 18,8 anys llum del sistema solar a la constel·lació de la Llebre. Des de 1994 es coneix l'existència d'un company subestel·lar, una nana marró en òrbita al voltant d'aquest estel.
Gliese 229 és una nana vermella de tipus espectral M1/M2V i 3.700 K de temperatura. La seva massa aproximada és un 56% de la massa solar i el seu radi és inferior a un 53% del radi solar. Molt menys lluminosa que el Sol, només té un 1,6% de la lluminositat solar. Té una velocitat de rotació projectada d'1 km/s. S'estima la seva edat en uns 3.000 milions d'anys. És un estel fulgurant —que emet flamarades que provoquen bruscs augments de lluentor— catalogat al New Catalogue of Suspected Variable Stars com NSV 2863.
Els estels més propers a Gliese 229 són Gliese 205 i Gliese 223.2, distants 6,7 i 6,8 anys llum respectivament.

## Companya subestel·lar
L'acompanyant, Gliese 229 B, és una nana marró la massa de la qual està compresa entre 25 i 65 vegades la massa de Júpiter, amb un diàmetre entre 0,9 i 1,1 vegades el de Júpiter. La seva temperatura superficial és de 1.000 - 1.200 K. Igual que a Júpiter, a la seva superfície és abundant el metà, estant classificada com de tipus espectral T7p. Actualment hi està separada 39 ua de Gliese 229, aproximadament la mateixa distància que n'hi ha entre Plutó i el Sol.